# لاك ماتابيديا (كيبك)
لاك ماتابيديا (بالإنجليزية: Lac-Matapédia, Quebec)‏ هي منطقة غير المنظمة في كيبيك تقع في كندا في لا ماتابيديا. يقدر عدد سكانها بـ 5 نسمة ومساحتها 83.00 كم2 .